# Dobrava, Gospa Sveta
Dobrava (nemško Hart) je naselje v Občini Gospa Sveta v Okraju Celovec-dežela na Koroškem v Avstriji.